# 德埃萨系统

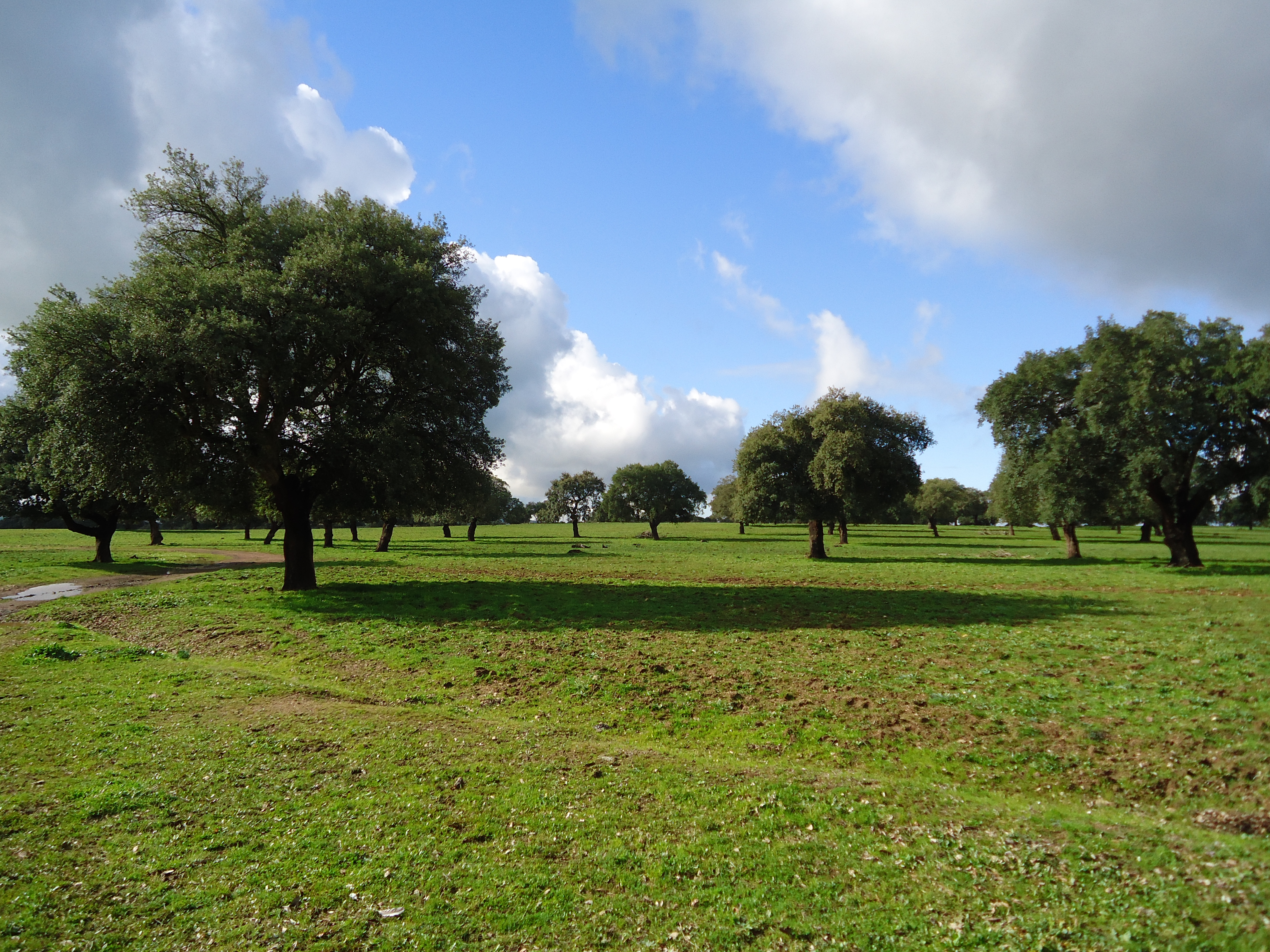
西班牙巴达霍斯省的一個德埃萨系统

德埃萨系统（dehesa）是西班牙南部和中部以及葡萄牙南部的一种多功能的人造混農林業。德埃萨系统可以是私人或公共财产，若為公共財產，則通常属于市政当局。德埃萨系统的主要的树木品種是橡树，最常見的橡树種類是西班牙栓皮栎。德埃萨系统可以用于放牧以及提供各種非木材森林产品，如野味、蘑菇、蜂蜜、软木和木柴。德埃萨系统还被用来饲养西班牙鬥牛和伊比利亚猪，並為西班牙帝鵰等濒危物种提供栖息地。